# راوتر لاسلكي

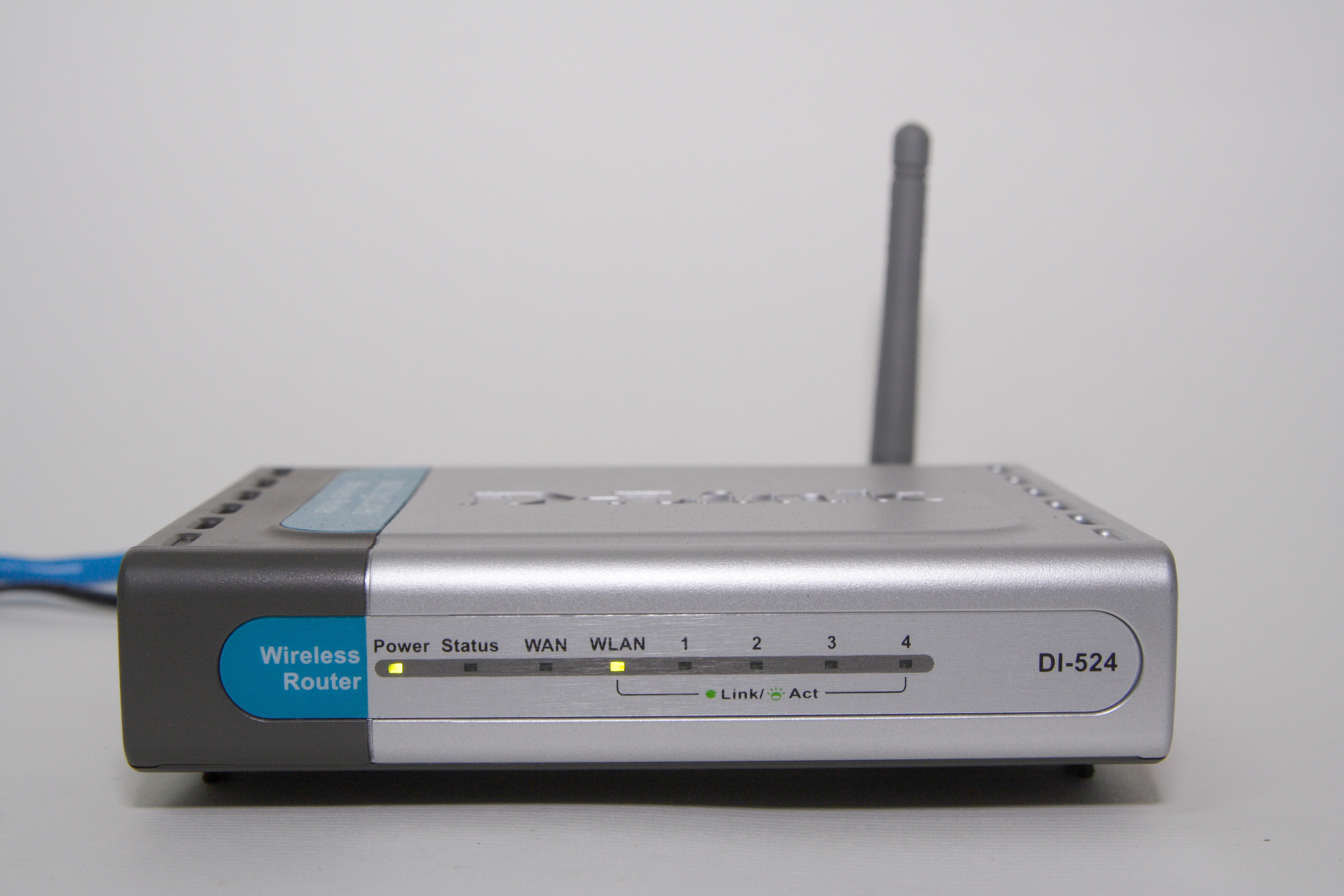

المسيّر اللاسلكي هو جهاز لشبكة الحواسيب يؤدي وظائف نفس المسيّر (الموجه) ويشمل أيضا وظائف لاسلكية كنقطة وصول لاسلكي (WAP). ومن ثم يتيح استخدامها لإتاحة الوصول إلى شبكة الإنترنت أو الشبكة الحاسوبية دون الحاجة إلى وجود كابل.

## استعمالات المسيّر اللاسلكي
- يمكن أن يعمل في الشبكة المحلية السلكية فقط الشبكة المحلية.
- الشبكة المحلية اللاسلكية فقط.
- المختلطة سلكية / لاسلكية.

## خصائص المسيّرات اللاسلكية
- منافذ للشبكة المحلية وتعمل بنفس طريقة المبدل.
- منافذ للشبكة العريضة لربط مع شبكة أخرى أوسع نطاقا أو بإنترنت.
- له هوائي واحد على الأقل (داخلي أو خارجي) يعمل على بث واستقبال الإشارة مع:

1. بطاقات الشبك اللاسلكية في الحواسيب.
2. نقاط الوصول اللاسلكية بأنواعها.
3. الجسور اللاسلكية.
4. مقويات ومعيدات الإشارة.

## مكونات الشبكة اللاسلكية
1. مسيّر لاسلكي / نقطة وصول لاسلكية.
2. جهاز حاسوب مزود ببطاقة الشبك اللاسلكي.
3. وسط لاسلكي لنقل الإشارة.

## أشهر المصنعين
- تي بي-لينك
- دي - لينك
- لينكسيس
- نت جير
- زيكسل